# Перцевоцвіті
Piperales (Перцевоцвіті) — порядок квіткових рослин, що об'єднує 3 родини, ≈ 16 родів, ≈ 4200 видів.

## Опис
В основному трав'янисті рослини, менш часто зустрічаються кущі й напівкущі, рідкісні малі дерева, іноді ліани й епіфіти. Листки чергові, рідше протилежні, прості, часто мають залози, які виділяють ефірні олії. Суцвіття китицеподібні або колосоподібні. Квітки численні, дрібні. В основному двостатеві квіти часто з приквітками і без оцвітини. Плоди м'ясисті 1-насінні в Saururus, м'ясисті капсули з малою кількістю насіння, або частіше більш-менш кісточкові іноді ягідних. Насіння дрібне, часто містять алкалоїди та флавоноли. 

## Поширення та середовище існування
Багато членів ряду населяють вологі тропічні області, загалом же ростуть на всіх континентах крім Антарктиди.

## Використання людиною
Перець чорний (Piper nigrum) є загальновідомою пряністю і його культивують у багатьох країнах з тропічним кліматом.
В Таїланді, Лаосі та Малайзії використовується Piper sarmentosum для приготування салатів, карі та інших страв.